# Sinibaldo II Ordelaffi

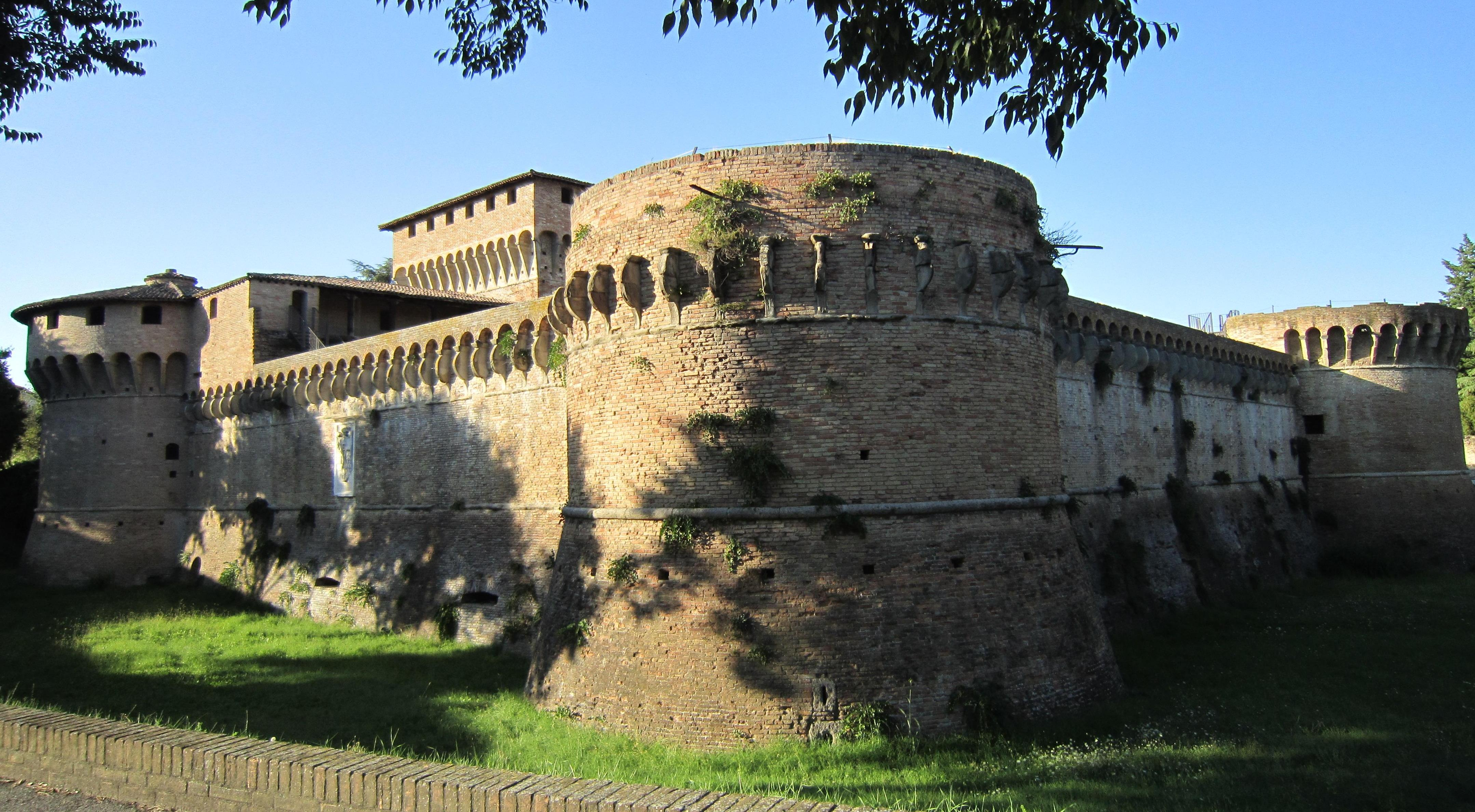
Rocca di Ravaldino.

Sinibaldo II Ordelaffi (1467 – Forlì, 14 luglio 1480), fu signore di Forlì per un breve periodo.

## Biografia
Apparteneva alla potente famiglia degli Ordelaffi. Infatti era figlio illegittimo di Pino III Ordelaffi e di Bernardina Ercolani, nato quando Pino era già rimasto vedovo di Barbara Manfredi e ancora non sposato con Zaffira Manfredi, la sua seconda moglie.
Diventò signore di Forlì per un breve periodo nel 1480, sotto tutela della vedova del padre Lucrezia Pico della Mirandola, terza moglie di Pino.
Il suo governo fu contestato da Cecco Ordelaffi (1461-1488), figlio di Francesco IV Ordelaffi e di Elisabetta Manfredi, il quale Cecco gli succedette effettivamente al potere. A causa di una sollevazione popolare, Sinibaldo fuggì con la tutrice e si rifugiò nella Rocca di Ravaldino, nella quale morì.
Ebbe come precettore l'umanista Urceo Codro.

## Ascendenza
|                                          |   |                  | Genitori                              |  |  | Nonni |  |  | Bisnonni                                  |  |  | Trisnonni          |  |
|                                          |   |                  |                                       |  |  |       |  |  | Francesco III Ordelaffi, signore di Forlì |  |  | Giovanni Ordelaffi |  |
|                                          |   |                  |                                       |  |  |       |  |  | Francesco III Ordelaffi, signore di Forlì |  |  | Giovanni Ordelaffi |  |
|                                          |   | Taddea Malatesta |                                       |  |  |       |  |  | Francesco III Ordelaffi, signore di Forlì |  |  |                    |  |
| Antonio Ordelaffi, signore di Forlì      |   |                  |                                       |  |  |       |  |  | Francesco III Ordelaffi, signore di Forlì |  |  |                    |  |
|                                          |   | …                | …                                     |  |  |       |  |  |                                           |  |  |                    |  |
|                                          |   | …                | …                                     |  |  |       |  |  |                                           |  |  |                    |  |
|                                          |   | …                | …                                     |  |  |       |  |  |                                           |  |  |                    |  |
| Pino III Ordelaffi, signore di Forlì     |   | …                |                                       |  |  |       |  |  |                                           |  |  |                    |  |
|                                          |   | Gherardo Rangoni | Jacopino Rangoni                      |  |  |       |  |  |                                           |  |  |                    |  |
|                                          |   | Gherardo Rangoni | Jacopino Rangoni                      |  |  |       |  |  |                                           |  |  |                    |  |
|                                          |   | Gherardo Rangoni | Beatrice da Correggio                 |  |  |       |  |  |                                           |  |  |                    |  |
| Caterina Rangoni                         |   | Gherardo Rangoni |                                       |  |  |       |  |  |                                           |  |  |                    |  |
|                                          |   | Beatrice Boiardo | Salvatico Boiardo, signore di Rubiera |  |  |       |  |  |                                           |  |  |                    |  |
|                                          |   | Beatrice Boiardo | Salvatico Boiardo, signore di Rubiera |  |  |       |  |  |                                           |  |  |                    |  |
|                                          |   | Beatrice Boiardo | …                                     |  |  |       |  |  |                                           |  |  |                    |  |
| Sinibaldo II Ordelaffi, signore di Forlì |   | Beatrice Boiardo |                                       |  |  |       |  |  |                                           |  |  |                    |  |
|                                          | … | …                |                                       |  |  |       |  |  |                                           |  |  |                    |  |
|                                          | … | …                |                                       |  |  |       |  |  |                                           |  |  |                    |  |
|                                          | … | …                |                                       |  |  |       |  |  |                                           |  |  |                    |  |
| …                                        | … |                  |                                       |  |  |       |  |  |                                           |  |  |                    |  |
|                                          |   | …                | …                                     |  |  |       |  |  |                                           |  |  |                    |  |
|                                          |   | …                | …                                     |  |  |       |  |  |                                           |  |  |                    |  |
|                                          |   | …                | …                                     |  |  |       |  |  |                                           |  |  |                    |  |
| Bernardina Ercolani                      |   | …                |                                       |  |  |       |  |  |                                           |  |  |                    |  |
|                                          |   | …                | …                                     |  |  |       |  |  |                                           |  |  |                    |  |
|                                          |   | …                | …                                     |  |  |       |  |  |                                           |  |  |                    |  |
|                                          |   | …                | …                                     |  |  |       |  |  |                                           |  |  |                    |  |
| …                                        |   | …                |                                       |  |  |       |  |  |                                           |  |  |                    |  |
|                                          |   | …                | …                                     |  |  |       |  |  |                                           |  |  |                    |  |
|                                          |   | …                | …                                     |  |  |       |  |  |                                           |  |  |                    |  |
|                                          |   | …                | …                                     |  |  |       |  |  |                                           |  |  |                    |  |
|                                          |   | …                |                                       |  |  |       |  |  |                                           |  |  |                    |  |